# Arandon
Arandon és un municipi francès situat al departament de la Isèra i a la regió d'Alvèrnia-Roine-Alps. L'any 2007 tenia 542 habitants.

## Demografia

### Població
El 2007 la població de fet d'Arandon era de 542 persones. Hi havia 207 famílies de les quals 54 eren unipersonals (8 homes vivint sols i 46 dones vivint soles), 66 parelles sense fills, 75 parelles amb fills i 12 famílies monoparentals amb fills.
La població ha evolucionat segons el següent gràfic:
Habitants censats

### Habitatges
El 2007 hi havia 256 habitatges, 216 eren l'habitatge principal de la família, 23 eren segones residències i 17 estaven desocupats. 238 eren cases i 19 eren apartaments. Dels 216 habitatges principals, 174 estaven ocupats pels seus propietaris, 33 estaven llogats i ocupats pels llogaters i 8 estaven cedits a títol gratuït; 1 tenia una cambra, 8 en tenien dues, 40 en tenien tres, 65 en tenien quatre i 101 en tenien cinc o més. 158 habitatges disposaven pel capbaix d'una plaça de pàrquing. A 82 habitatges hi havia un automòbil i a 114 n'hi havia dos o més.

### Piràmide de població
La piràmide de població per edats i sexe el 2009 era:
| Homes | Edats   | Dones |
| ----- | ------- | ----- |
| 0     | 95 o +  | 0     |
| 0     | 90 a 94 | 0     |
| 0     | 85 a 89 | 8     |
| 4     | 80 a 84 | 4     |
| 16    | 75 a 79 | 8     |
| 4     | 70 a 74 | 20    |
| 12    | 65 a 69 | 0     |
| 12    | 60 a 64 | 16    |
| 0     | 55 a 59 | 8     |
| 20    | 50 a 54 | 16    |
| 12    | 45 a 49 | 0     |
| 16    | 40 a 44 | 16    |
| 28    | 35 a 39 | 16    |
| 16    | 30 a 34 | 20    |
| 16    | 25 a 29 | 8     |
| 0     | 20 a 24 | 12    |
| 12    | 15 a 19 | 12    |
| 4     | 10 a 14 | 20    |
| 8     | 5 a 9   | 12    |
| 4     | 0 a 4   | 8     |

## Economia
El 2007 la població en edat de treballar era de 329 persones, 266 eren actives i 63 eren inactives. De les 266 persones actives 245 estaven ocupades (134 homes i 111 dones) i 22 estaven aturades (15 homes i 7 dones). De les 63 persones inactives 23 estaven jubilades, 11 estaven estudiant i 29 estaven classificades com a «altres inactius».

### Ingressos
El 2009 a Arandon hi havia 211 unitats fiscals que integraven 536,5 persones, la mediana anual d'ingressos fiscals per persona era de 16.652 €.

### Activitats econòmiques
Dels 35 establiments que hi havia el 2007, 1 era d'una empresa extractiva, 2 d'empreses de fabricació de material elèctric, 3 d'empreses de fabricació d'altres productes industrials, 6 d'empreses de construcció, 7 d'empreses de comerç i reparació d'automòbils, 1 d'una empresa de transport, 2 d'empreses d'hostatgeria i restauració, 1 d'una empresa financera, 1 d'una empresa immobiliària, 7 d'empreses de serveis, 2 d'entitats de l'administració pública i 2 d'empreses classificades com a «altres activitats de serveis».
Dels 9 establiments de servei als particulars que hi havia el 2009, 1 era una oficina de correu, 3 tallers de reparació d'automòbils i de material agrícola, 1 paleta, 2 fusteries, 1 lampisteria i 1 perruqueria.
L'únic establiment comercial que hi havia el 2009 era una botiga d'electrodomèstics.
L'any 2000 a Arandon hi havia 12 explotacions agrícoles que ocupaven un total de 343 hectàrees.

## Equipaments sanitaris i escolars
El 2009 hi havia una escola elemental integrada dins d'un grup escolar amb les comunes properes formant una escola dispersa.

## Poblacions més properes
El següent diagrama mostra les poblacions més properes.